# Mój przyjaciel król
Mój przyjaciel król. Opowieść o Stanisławie Auguście – powieść Józefa Hena z 2003 roku stanowiąca zbeletryzowaną biografię ostatniego króla Polski Stanisława Augusta Poniatowskiego. Hen pozostał wierny podstawowym faktom historycznym (korzystał z licznych źródeł, pamiętników i listów z epoki), ale swobodniej potraktował wątki dotyczące życia prywatnego i towarzyskiego króla.
Utwór nominowano w 2004 roku do Nagrody Literackiej "Nike".